# Pacte Federal Castellà
El Pacte Federal Castellà és el nom que va rebre un manifest del Partit Republicà Federal signat a Valladolid el 1869. Aquest document estava signat per membres del partit de les disset províncies que avui formen les comunitats autònomes de Cantàbria, La Rioja, Castella i Lleó, Madrid i Castella - la Manxa.
Aquest acord contenia dos objectius fonamentals: 
- Reafirmar la necessitat d'un canvi de règim (la reina Isabel II acabava de caure i poc temps després es proclamaria la I República espanyola, la qual va aprovar una Constitució federalista).
- Garantir que el nou sistema polític que es constituís reconegués institucionalment la identitat de Castella com a poble diferenciat, és a dir amb dret a la seva pròpia articulació política.

Segons aquest document l'Estat de Castella la Vella el constituirien les províncies d'Àvila, Burgos, Lleó, Logronyo, Santander, Palència, Salamanca, Segòvia, Sòria, Valladolid i Zamora. L'Estat de Castella la Nova el constituirien les províncies d'Albacete, Ciudad Real, Conca, Guadalajara, Madrid i Toledo.

## Altres propostes
També van sorgir altres propostes, arran del Pacte Federal Castellà. Com l'elaboració per part d'alguns sectors en la Comissió Provincial de Lleó, d'un escrit en el qual proposava mantenir al marge a la província de Lleó del Pacte Federal, considerant-se aliena a integrar-se a Castella la Vella.